# Пёстрый скакунчик
Пёстрый скакунчик (лат. Salticus scenicus) — вид пауков-скакунов, встречающийся в Голарктическом районе.

## Описание
Размер самки и самца почти одинаков: 5—7 мм и 5—6 мм соответственно. Окраска чёрная с белыми полосками по всему телу. Примечательная черта этих пауков, как и других пауков-скакунов, — очень большие глаза (особенно два передних). Эти два глаза обеспечивают паука бинокулярным зрением. Всего же у них восемь глаз.

## Поведение
Как и прыгающие пауки других видов, эти пауки используют своё бинокулярное зрение для поиска добычи. Они атакуют свою добычу, предварительно подкравшись с близкого расстояния. Таким образом, их охота напоминает охоту кошачьих. Благодаря своему острому зрению, они способны точно определить расстояние до жертвы и прыгнуть на неё. Перед прыжком они прикрепляются к поверхности нитью паутины, чтобы в случае промаха вернуться по ней на свою исходную позицию и повторить попытку. Некоторых насекомых, например, муравьёв, они игнорируют.

## Распространение
Вид распространён по всей Голарктике, живёт близко с человеком.